# Adobe Fireworks
Adobe Fireworks（アドビ ファイアーワークス）は、かつてアドビシステムズ（現アドビ）が販売していたグラフィックソフトウェアである。旧称は Macromedia Fireworks であり、かつての開発会社はマクロメディア。略語はFW

## 概要
マクロメディアによってWebをターゲットにした画像作成・出力を目的に作成され、標準保存ファイル形式はPNGだが、JPEG、GIFなどのインターネットで使用される画像形式を、品質を出来るだけ落とさずにバイナリ容量を小さく保存する機能に特化した。バージョンが進むにつれ、ある程度写真編集ソフトウェアのようなことも行えるようになった。
またベジェ曲線など高機能なベクターツールを備え、タイトル文字のデザインなどにも多く用いられる。さらにAdobe Illustratorとのデータ交換も一部可能となっている。1998年米国でマクロメディアよりリリースされ、同社のDreamweaverとの連携が主な特徴。
競合製品にはアドビシステムズのAdobe ImageReadyとPaint Shop Proがあった（2005年にマクロメディアがアドビと合併したことによりImageReadyの開発が終了）。印刷用途ではないためCMYKはサポートされていない。CS4からはAIRへの書き出し及びPDFへの書き出しをサポートしている。
Fireworks MX 2004からアクティベーションが導入された。
2013年5月6日にAdobeがCreative Suiteシリーズから、月額・年額制のカードタイプであるCreative Cloudに移行されるのと同時に、CS6以降のバージョンの開発がされないことが発表されている。

## 特徴
このソフトウェアの最大の特徴は、かつてマクロメディアが買収したFauve Softwareの技術を使っているが前身のxResと違い、ウェブデザインに特化していることである。今でこそ多くのソフトウェアに導入されている「スライス機能」は、このソフトに初めて搭載された。
また、そのほかに出力する画像の圧縮形式や品質などを事細かに変更でき、それを読み込むためにかかる時間の概算表示もされるなど、ウェブページ製作に便利なようになっている。
そのほかの特徴としては、ラスター形式とベクター形式を同時に扱うことができる点などがあげられる。

## バージョンと発売年月
MX 以降、Flash とバージョンを同期した（Flash MXの内部バージョンが6.0だったのに合わせた）ために、バージョン5.0が存在しない。
- Macromedia Fireworks 1.0 (1998年7月 日本語版発売) (定価39,800円)
- Macromedia Fireworks 2.0 (1999年4月 日本語版発売) (定価24,800円)
- Macromedia Fireworks 3.0 (2000年1月 日本語版発売) (定価24,800円。キャンペーン価格16,000円)
- Macromedia Fireworks 4.0 (2000年12月 日本語版発売) (定価16,000円)
- Macromedia Fireworks MX(6) (2002年8月 日本語版発売) (定価39,800円)
- Macromedia Fireworks MX 2004(7) (2003年12月 日本語版発売) (定価39,800円)
- Macromedia Fireworks 8 (2005年10月 日本語版発売) (定価37,800円)
- Adobe Fireworks CS3(9) (2007年6月 日本語版発売） (定価40,000円)
- Adobe Fireworks CS4(10) (2008年12月 日本語版発売）(定価39,900円)
- Adobe Fireworks CS5(11) (2010年5月 日本語版発売）
- Adobe Fireworks CS6(12) (2012年5月 日本語版発売）

## 競合製品
- Adobe ImageReady
- Paint Shop Pro